# Música da África Ocidental
A África Ocidental é muito vasta, se estende do Deserto do Sahara ao Oceano Atlântico. O patrimônio musical da região inclui uma grande variedade de estilos de música popular, especialmente dos países Senegal, Gana, Costa do Marfim e Nigéria. Além disso griôs, os músicos viajantes, são encontrados em toda a região, e alguns instrumentos musicais (como o corá e alguns tipos de tambores) são encontrados em muitos países da África Ocidental.